# Ка л'Агостина (Пезаро и Урбино)
Ка л'Агостина је насеље у Италији у округу Пезаро и Урбино, региону Марке.
Према процени из 2011. у насељу је живело 154 становника. Насеље се налази на надморској висини од 226 м.